# Gogolin II
Gogolin II (Gogolin Druga) – dawna gmina wiejska istniejąca w latach 1945–1954 w woj. śląskim i woj. opolskim (dzisiejsze woj. opolskie). Siedzibą władz gminy była wieś Gogolin, która nie wchodziła w jej skład, tworząc odrębną wiejską gminę Gogolin I.
Gmina zbiorowa Gogolin II powstała po II wojnie światowej (w grudniu 1945) w powiecie strzeleckim na terenie tzw. Ziem Odzyskanych (tzw. I okręg administracyjny – Śląsk Opolski), powierzonym 18 marca 1945 administracji wojewody śląskiego, a z dniem 28 czerwca 1946 przyłączonym do woj. śląskiego (śląsko-dąbrowskiego). Nazwa Gogolin II została użyta aby gminę móc odróżnić od sąsiedniej wiejskiej gminy Gogolin I, również z siedzibą w Gogolinie. 
Według stanu z 1 stycznia 1946 gmina składała się z 8 gromad: Dąbrówka, Górażdże, Jesiona, Kamień, Kamionek, Obrowiec, Siedlce i Zakrzów. 6 lipca 1950 zmieniono nazwę woj. śląskiego na katowickie; równocześnie gmina Gogolin II wraz z całym powiatem strzeleckim weszła w skład nowo utworzonego woj. opolskiego.
Według stanu z 1 lipca 1952 gmina składała się z 8 gromad: Dąbrówka, Górażdże, Jasiona, Kamień Śląski, Kamionek, Obrowiec, Siedlec i Zakrzów. Gmina została zniesiona 29 września 1954 wraz z reformą wprowadzającą gromady w miejsce gmin. Jednostki nie przywrócono 1 stycznia 1973 wraz z kolejną reformą reaktywującą gminy, a z jej dawnego obszaru oraz z obszaru dotychczasowej gminy Gogolin I utworzono nową gminę Gogolin w powiecie krapkowickim.